# Kornelin (Grande-Pologne)
Pour les articles homonymes, voir Kornelin.
Kornelin est une localité polonaise de la gmina de Szczytniki, située dans le powiat de Kalisz en voïvodie de Grande-Pologne.